# موسيقى تصويرية

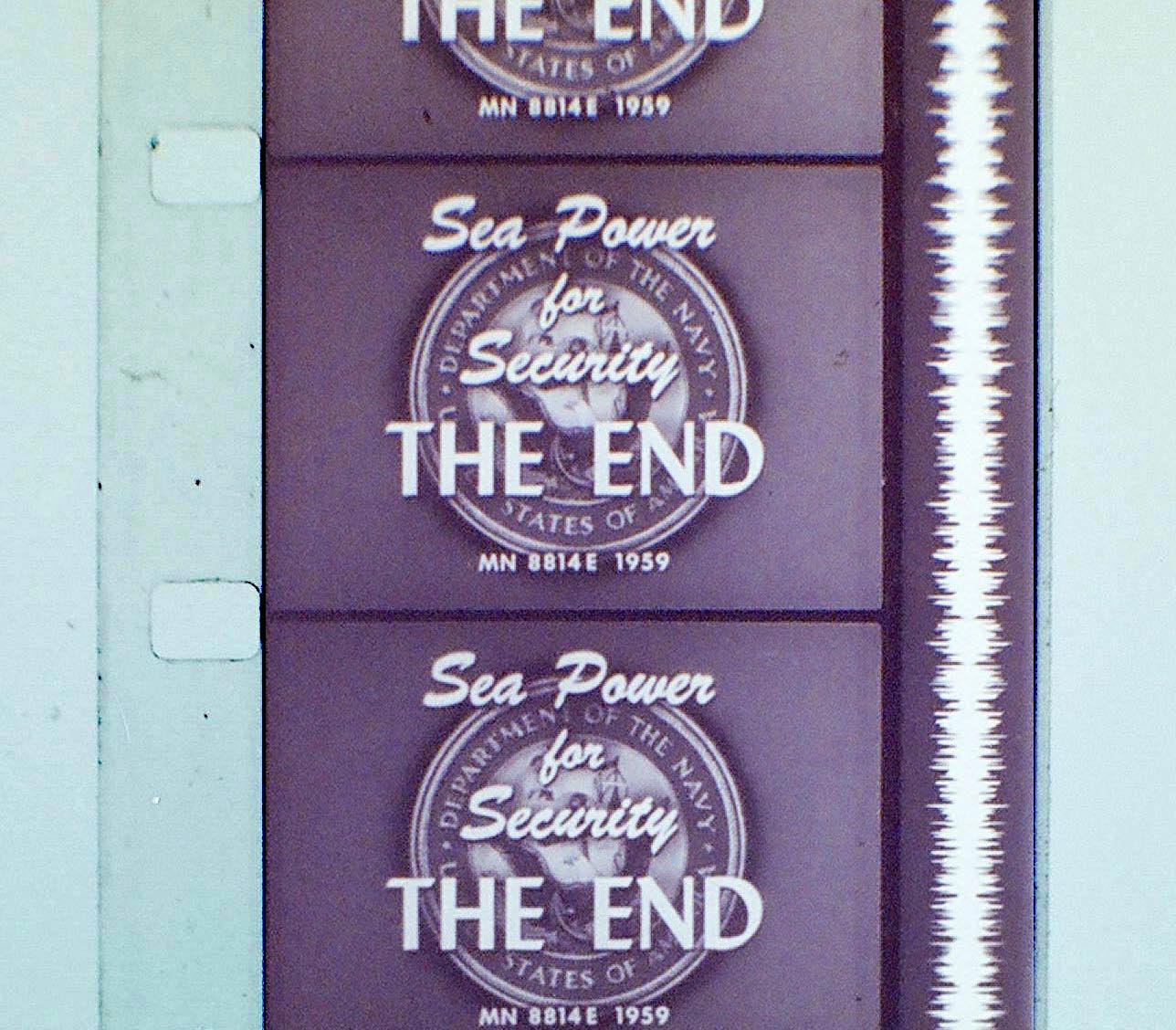
فيلم مقاس 16 مم يعرض مسارًا صوتيًا "منطقة متغيرة" على اليمين

الموسيقى التصويرية أو الساوند تراك (بالإنجليزية: Soundtrack)‏ هي المعادل المسموع للمشهد السينمائي أو المسرحي أو التليفزيوني أو الإذاعي، وهي من العناصر الأساسية في صناعة الفيلم السينمائي أو المسرحية، وقد سبقت الموسيقى التصويرية على الحوار في الأفلام الصامتة في فجر صناعة السينما العالمية والتي أبرزها هي أفلام شارلي شابلن فنظراً لعدم توافر تقنية الصوت في ذلك الوقت، كان يتم التعبير عن المشاهد من خلال عرض الفيلم الصامت على الشاشة ويقوم الموسيقي أو عازف البيانو بعزف المقطوعات التي تناسب المشاهد المختلفة.

## أصل المصطلح
في مصطلحات صناعة الأفلام المستخدمة، يعد المسار الصوتي عبارة عن تسجيل صوتي تم إنشاؤه أو استخدامه في إنتاج الأفلام أو ما بعد الإنتاج. في البداية يحتوي كل من الحوار والمؤثرات الصوتية والموسيقى في فيلم خاص به على مساره المنفصل، ويتم خلطها معًا لجعل ما يسمى المسار المركب، والذي يُسمع في فيلم. غالبا ما يتم إنشاء مسار الدبلجة في وقت لاحق عندما يطلق عليها الأفلام في لغة أخرى. ويعرف هذا أيضًا باسم مسار (M & E) (موسيقى وتأثيرات) يحتوي على جميع العناصر الصوتية ناقص الحوار الذي يتم توفيره بعد ذلك من قبل الموزع الأجنبي في اللغة الأم لمنطقته.

## أنواعه
تتضمن أنواع التسجيلات الصوتية عدة تصنيفات منها:
1. الفيلم الموسيقي الموسيقى التصويرية لفيلم الأفلام المسرح الموسيقي؛ يركزون بشكل أساسي على الأغاني (مثال:  Grease ،Singin 'in the Rain).
2. أفلمة الموسيقى تعرض المواضيع الموسيقية الأساسية والموسيقى الخلفية من الأفلام السينمائية (أمثلة:  حرب النجوم ، سيد الخواتم).
3. بالنسبة للأفلام التي تحتوي على كلٍّ من نتائج الأفلام الأوركسترالية وأغاني البوب، كلا النوعين من الموسيقى.
4. من الألبومات للأغاني الشعبية سمعتها كليًا أو جزئيًا في خلفية الأفلام غير الموسيقية (مثال:  فيلم الساهر في سياتل وعندما التقى هاري بسالي ' ')
5. غالباً ما يتم إصدار الموسيقى التصويرية لألعاب الفيديو بعد إصدار اللعبة، وعادةً ما تتكون من موضوع وموسيقى خلفية من مستويات اللعبة، والقوائم، وشاشة العنوان، والمواد الترويجية (مثل الأغاني الكاملة التي تم استخدام المقاطع منها فقط في اللعبة)، شاشة الخلفية والمؤثرات الصوتية أحيانًا المستخدمة في اللعبة (مثال:  سونيك هيروز ، 'أسطورة زيلدا: Ocarina of Time )
6. الألبومات التي تحتوي على كل من الموسيقى والحوار من الفيلم، مثل  روميو وجولييت ، أو أول ألبوم مسار صوتي أصيل  ساحر أوز '.

## أهمية الموسيقى التصويرية
الموسيقى التصويرية تضيف بعداً أخر للمشهد بإشراك الأذن وبالتالي حاسة السمع في الاندماج في المشهد وليس العين وبالتالي حاسة البصر فقط، فهي تشكل الخلفية للمشهد وهي تصف المشاعر.

## أمثلة على الموسيقى التصويرية من السينما
فإذا كان المشهد سعيداً تجد أن الموسيقى التصويرية تتسم بالبهجة لتكون المعادل المسموع للمشهد ولإيصاله للمشاهد بشكل أفضل، والعكس صحيح بالنسبة للمشاهد الحزينة، وينطبق نفس المبدأ على المشاهد الحماسية ولعل أبرز موسيقى تصويرية جسدت الحماس هي موسيقى تصويرية فيلم روكي بأجزاءه من بطولة سيلفستر ستالون، كما أن موسيقى أفلام الغرب الأمريكي و الكاوبوي كانت من أهم أسباب نجاح هذه الأفلام بل وكانت سبباً في شهرة بعض المنتجات التي أقتبست تلك الموسيقى للإعلان مثل مارلبورو والتي اقتبست موسيقى فيلم العظماء السبعة في إعلاناتها مما أدى لإضفاء صبغة الفيلم على سجائر مارلبورو وكأنها شريك في الحدث.
كما أن موسيقى فيلم تايتانيك كانت من أسباب نجاح الفيلم كذلك. كما جسدت موسيقى فيلم رجل وامرأة (فيلم) (a man and a woman)العواطف والحب أصبحت رمزاً للرومانسية لفترة طويلة في جميع أنحاء العالم.

## أمثلة على الموسيقى التصويرية من السينما المصرية
من أبرز الأمثلة على الموسيقى التصويرية في السينما المصرية:
- فيلم دعاء الكروان - أندريه رايدر.
- فيلم المشبوه، شمس الزناتي - هاني شنودة.
- فيلم ليلة القبض على فاطمة، قضية عم أحمد، خلي بالك من عقلك، الهروب من الخانكة، الإرهابي، النوم في العسل، عفوا ايها القانون، اعدام ميت، الجزيرة - عمر خيرت.
- فيلم ايام في الحلال، ارجوك اعطني هذا الدواء، يوم الكرامة، ذيل السمكة، حليم - عمار الشريعي.
- فيلم الامبراطور، المواطن مصري، ناصر 56، ايام السادات، ملاكي إسكندرية، خيانة مشروعة، هي فوضى، حسن ومرقص، ليلة البيبي دول - ياسر عبد الرحمن.
- فيلم ارض الخوف - راجح داوود.
- فيلم المهاجر - محمد نوح.
- فيلم الآخر -يحيى الموجي.
- فيلم الشروق - محمد الفكهاني
- فيلم عمارة يعقوبيان - خالد حماد.
- فيلم دمي ودموعي وابتسامتي (فيلم)، حبيبتي، أجمل ايام حياتي - إلياس الرحباني.
- فيلم الرصاصة لا تزال في جيبي، حتى آخر العمر - عمر خورشيد.

## أثر الموسيقى التصويرية
يتم اقتباس الموسيقى التصويرية الناجحة في صناعة الإعلان فيعمل نجاح الفيلم وموسيقاه التصويرية على ربط المنتج بالفيلم، فيثبت في أذهان الجمهور المستهدف.

## أشهر مؤلفي الموسيقى التصويرية
- ماكس شتاينر (النمساوي الاصل )
- هانز زيمر (ألماني الأصل)
- أحمد مالك
- عمر خيرت
- عمار الشريعي
- ياسر عبد الرحمن
- هاني شنودة
- ميشيل المصري
- عزت أبو عوف
- أندريه رايدر
- مودي الامام
- إنيو موريكوني
- رائد جورج
- حسن أبو السعود
- جمال سلامة
- الياس رحباني
- راجح داوود
- فؤاد الظاهري
- كمال الطويل
- محمد نوح
- موريس جار
- محمد الفكهاني
- محمود طلعت
- عمرو إسماعيل
- خالد حماد
- تامر كروان
- طارق الناصر
- هاني مهنى
- هشام نزيه
- يحيى الموجي
- محمد سلطان
- مينا رضا